# Alegría (Cirque du Soleil)
Alegría è uno spettacolo del Cirque du Soleil, rappresentato per la prima volta nel 1994.
In Italia è stato rappresentato la prima volta nel 2004. Dopo l'ultimo spettacolo svoltosi nel 2013, viene ripreso nel 2019, col sottotitolo In a new light.

## Storia
Nacque nel 1994 per festeggiare il decimo anniversario della fondazione del Cirque du Soleil da parte di Guy Laliberté, Gilles Ste-Croix e Daniel Gauthier (che lo ha poi lasciato nel 2001).
Nel 2004 lo spettacolo è stato rappresentato in Italia (tra l'altro, Cirque du Soleil fu ospite in quell'anno a Sanremo). Nel 2007 è stato portato in Inghilterra, Spagna e Francia.
Il 29 dicembre 2013, dopo quasi vent’anni e oltre 5 000 rappresentazioni, si è tenuto lo show finale ad Anversa.
Lo spettacolo è stato riproposto dal 2019, in occasione del 25º anniversario, in un'edizione rinnovata, col nome Alegria in a new light. Nel 2023 è stato proposto in Giappone, e nel 2024 è partito un nuovo tour mondiale Cirque du Soleil - Alegria. 

## Trama
Non vi sono spiegazioni chiare e certe sul significato della rappresentazione all'interno dello spettacolo, dal momento che i personaggi non parlano. Il suo intento è raffigurare il potere ed il suo trasformarsi con il trascorrere del tempo, in modo simile al passaggio dalla giovinezza alla vecchiaia dell'uomo.
La scaletta dello spettacolo è elaborata. Tuttavia, ha subito qualche variazione col passare del tempo: i numeri non sono sempre gli stessi, lo spettacolo si è rinnovato continuamente. Nelle versioni più recenti, ad esempio, non vi è più l'Uomo Forzuto, e le contorsioniste sono due. Un'ulteriore new entry è quella di un ragazzo equilibrista che si esibisce in bilico su esili pertiche.
Si è svolto sotto il classico tendone circense (il bianco, maestoso, Grand Chapiteau), capace di accogliere 2500 spettatori. La musica è rigorosamente eseguita dal vivo e tocca vari generi. I costumi sono molto elaborati: non si rinuncia ad impreziosire nemmeno quelli più ridotti, che non devono intralciare i movimenti durante le esibizioni.

## Prodotti collegati
Di Alegría esistono anche:
- un film, del 1999, pure diretto da Franco Dragone (genitori italiani emigrati in Belgio), regista di molti spettacoli del Cirque;
- la colonna sonora, pubblicata su CD, il più venduto tra quelli prodotti dal Cirque, il cui brano omonimo cantato dalla franco-canadese Francesca Gagnon è trilingue (italiano-inglese-spagnolo), inoltre l'altro brano Jeux d'enfants è diventato dal 2002 al 2014 sigla del programma di Rai 3 Ballarò.